# VRA Core 4.0
Le VRA Core est, en informatique, un standard de description de données consacrée aux images et œuvres visuelles, basé initialement sur le Categories for the Description of Works of Art (CDWA) ou Catégories pour la Description des Objets d'Art en français.
La plus récente version de ce schéma de métadonnées, la VRA Core 4.0 (catégories du Visual Resources Association) a été publié en 2007.

## Histoire
Initiée en 1996, la norme VRA Core a été élaborée dans le cadre de collections de musées, puis s'est élargie à d'autres champs tels que les bibliothèques, les écoles d'art et d'architecture, ainsi que les archives.
En 1995, le « Visual Resources Association Data Standards Committee » estime que les éléments du CDWA, bien qu'en mesure d'établir des descriptions très détaillées pour les collections des musées, ne sont pas encore satisfaisantes pour les besoins descriptifs des images. Cela est tout aussi vrai pour la description de l'architecture. C'est donc pour remédier à cette situation que le Visual Resources Association (VRA) publie le VRA Core 1.0 en 1996, le VRA Core 2.0 en 1997, puis le VRA Core 3.0 en 2000. Ces standards en matière de description d’œuvres visuelles devient rapidement la norme. C'est pourquoi le « Library of Congress » s'exprime en ces termes :
« Aujourd'hui, la norme de données est largement utilisée dans le monde entier, par les écoles d'art et d'architecture, les bibliothèques, les musées, les archives et les organisations qui doivent gérer les informations sur les œuvres du patrimoine culturel et leurs images».
L'étendue du système peut s'expliquer également par l'une des plus importantes caractéristique du VRA Core 4.0, soit son utilisation d'un schéma XML. L'objectif du schéma XML est de développer de manière efficace un système de catalogage et de partage des données ou de métadonnées permettant d'assurer l'interopérabilité lors des échanges.

## Gouvernance
Elle est pilotée par un comité de régulation, le VRA Core Oversight Committee (Core OC).
Ce comité a été absorbé récemment par un autre comité au périmètre plus étendu, le VRA Cataloging and Metadata Standards Committee, toujours sous l'égide de la Visual Resources Association (en).
Le site de la norme est hébergé par le Network Development and MARC Standards Office de la Bibliothèque du Congrès.

## Caractéristiques
Le VRA Core 4.0 possède trois modèles de données: un modèle pour les collections, un modèle pour les œuvres et un modèle pour les images.
1. Par collection, l'on entend une agrégation d’œuvres ou d'images.
2. Par œuvre, nous entendons une entité physique existante, ayant déjà existé, ou alors qui pourrait bien exister dans l'avenir. Cela se doit d'être une création artistique tel une peinture ou une sculpture, mais qui peut aussi bien être une performance, une composition, ou une œuvre littéraire. Il se peut également que cela soit un édifice, une construction, ou alors un objet de la culture matérielle. Une œuvre peut tout autant être en un seul article qu'en plusieurs parties.
3. Par image, l'on entend une représentation visuelle d'une œuvre. Elle peut être créée par photomécanique, par photographie, ou encore par format numérique. Dans une collection de ressources visuelles typique, une image est une reproduction d'une œuvre sous les droits d'une institution publiant des catalogues. Ces images sont généralement des diapositives, des photographies ou des fichiers numériques. C'est pourquoi une collection de ressources visuelles peut souvent disposer de plusieurs images d'une même œuvre[1].

### Éléments
Voici les éléments et la structure constituant le VRA Core 4.0 selon le document publié par le Library of Congress :  
- work, collection, or image (id)
- agent 
  - attribution
  - culture
  - dates (type) 
    - earliestDate (circa)
    - latestDate (circa)

  - name (type)
  - role
- culturalContext
- date (type)
  - earliestDate (circa)
  - latestDate (circa)
- description
- Inscription
  - author
  - position
  - text (type)
- location (type)
  - name (type)
  - refid (type)
- material (type)
- measurements (type, unit)
- relation (type, relids)
- rights (type)
  - rightsHolder
  - text
- source
  - name (type)
  - refid (type)
- stateEdition (count, num, type)
  - description
  - name
- stylePeriod
- subject
  - term (type)
- technique
- textref
  - name (type)
  - refid (type)
- title (type)
- worktype

### Comparaison avec le VRA Core 3.0
Plusieurs points de différences témoignent des changements effectués sur le VRA Core 3.0. Tout d'abord, les changements principaux ont été opérés de manière que le VRA Core soit conforme au langage XML. Les changements fondamentaux concerne donc la redéfinition des éléments qualificatifs du Core 3.0. Ces qualificatifs ont été convertis en sous-éléments ou en attributs de manière à respecter la syntaxe du code XML.
Tableau de comparaison entre le VRA Core 3.0 et le VRA Core 4.0 :
| VRA Core 3.0     | VRA Core 4.0                    | Le type de changement                             |
| ---------------- | ------------------------------- | ------------------------------------------------- |
| Record type      | Work, collection or image       | Changement de nom et de structure                 |
| Type             | Work type                       | Changement de nom                                 |
| Creator          | Agent                           | Changement de nom et de structure                 |
| ID Number        | Location refid                  | Enregistrer l'identifiant correspondant           |
| ID Number        | Textref                         | Enregistrer un identifiant non pertinent          |
| Culture          | Inscription                     | Le nouvel élément                                 |
|                  | State edition                   | Le nouvel élément                                 |
|                  | Agent culture                   | indiquent la culture et la nationalité de l'agent |
| Cultural context | Description de fond de cultural |                                                   |

### Le VRA Core 4.0 et le CCO
Le VRA Core 4.0 et le CCO (Cataloging Cultural Objects) ont établi une relation symbiotique. En effet, le VRA Core 3.0 a permis de fournir les bases du développement des directives de contenu pour les éditeurs de CCO. En contre-partie, le CCO a permis de renseigner la méthodologie du Core 4.0 concernant la différenciation des valeurs de données pour l'affichage et l'indexation.